# Au Sable River
Der Au Sable River ist ein Zufluss des Huronsees im US-Bundesstaat Michigan.
Der Au Sable River durchfließt den nördlichen Teil der unteren Michigan-Halbinsel in östlicher Richtung,
bevor er bei Au Sable in den Huronsee mündet. Der Au Sable River entsteht am Zusammenfluss von Kolke Creek und Bradford Creek nördlich von Frederic.
Der Au Sable River hat eine Länge von etwa 220 km. Das Einzugsgebiet umfasst 4946 km².
Der Fluss eignet sich für Kanutouren.
37 km des Au Sable River wurden am 4. Oktober 1984 in die Kategorie Scenic River des National-Wild-and-Scenic-River-Programms aufgenommen.